# Pelham A. Barrows
Pelham A. Barrows (* 1861 in Massachusetts; † 1939 in Kalifornien) war ein US-amerikanischer Politiker. Zwischen 1919 und 1923 war er Vizegouverneur des Bundesstaates Nebraska.
Die Quellenlage über Pelham Barrows ist sehr schlecht. Zu einem nicht überlieferten Zeitpunkt kam er nach Nebraska und wurde Mitglied der Republikanischen Partei. Im Jahr 1918 wurde er an der Seite von Samuel Roy McKelvie zum Vizegouverneur des Staates Nebraska gewählt. Dieses Amt bekleidete er zwischen 1919 und 1923. Dabei war er Stellvertreter des Gouverneurs und formaler Vorsitzender des Staatssenats. Später zog er nach Kalifornien, wo er 1939 starb. Barrows wurde in Los Angeles beigesetzt. Er war Mitglied der Organisation Sons of Union Veterans of the Civil War.